# Гаттерас (Північна Кароліна)
Гаттерас (англ. Hatteras) — переписна місцевість (CDP) в США, в окрузі Дер штату Північна Кароліна. Населення — 577 осіб (2020).

## Географія
Гаттерас розташований за координатами 35°12′59″ пн. ш. 75°41′17″ зх. д. / 35.21639° пн. ш. 75.68806° зх. д. (35.216399, -75.688132).  За даними Бюро перепису населення США в 2010 році переписна місцевість мала площу 4,36 км², з яких 4,08 км² — суходіл та 0,29 км² — водойми. В 2017 році площа становила 6,40 км², з яких 4,08 км² — суходіл та 2,31 км² — водойми.

### Клімат
Громада знаходиться у зоні, котра характеризується вологим субтропічним кліматом. Найтепліший місяць — липень із середньою температурою 26.3 °C (79.3 °F). Найхолодніший місяць — січень, із середньою температурою 7.6 °С (45.7 °F).
| Клімат Гаттераса        | Клімат Гаттераса | Клімат Гаттераса | Клімат Гаттераса | Клімат Гаттераса | Клімат Гаттераса | Клімат Гаттераса | Клімат Гаттераса | Клімат Гаттераса | Клімат Гаттераса | Клімат Гаттераса | Клімат Гаттераса | Клімат Гаттераса | Клімат Гаттераса |
| Показник                | Січ.             | Лют.             | Бер.             | Квіт.            | Трав.            | Черв.            | Лип.             | Серп.            | Вер.             | Жовт.            | Лист.            | Груд.            | Рік              |
| Абсолютний максимум, °C | 26,7             | 24,4             | 27,8             | 32,2             | 32,8             | 36,1             | 36,1             | 36,1             | 32,8             | 31,7             | 27,2             | 24,4             | 36,1             |
| Середній максимум, °C   | 11,4             | 12               | 15,2             | 19,3             | 23,7             | 27,2             | 29,4             | 29,3             | 27,2             | 22,4             | 17,7             | 13,5             | 20,7             |
| Середня температура, °C | 7,6              | 8,2              | 11,3             | 15,6             | 20,1             | 24,1             | 26,3             | 26,2             | 24,1             | 19,2             | 14,2             | 9,8              | 17,2             |
| Середній мінімум, °C    | 3,8              | 4,3              | 7,5              | 11,8             | 16,6             | 20,9             | 23,2             | 23,1             | 21               | 15,9             | 10,6             | 6,1              | 13,8             |
| Абсолютний мінімум, °C  | −13,9            | −11,7            | −6,1             | −2,2             | 3,9              | 9,4              | 11,1             | 12,8             | 6,7              | 1,1              | −3,3             | −11,1            | −13,9            |
| Норма опадів, мм        | 115              | 100              | 104              | 82               | 95               | 116              | 133              | 149              | 123              | 118              | 113              | 107              | 1356             |
| Днів з опадами          | 10               | 9                | 10               | 8                | 9                | 8                | 10               | 10               | 8                | 8                | 8                | 9                | 106              |
| ----------------------- | ---------------- | ---------------- | ---------------- | ---------------- | ---------------- | ---------------- | ---------------- | ---------------- | ---------------- | ---------------- | ---------------- | ---------------- | ---------------- |
| Джерело: Weatherbase    |                  |                  |                  |                  |                  |                  |                  |                  |                  |                  |                  |                  |                  |

## Демографія
Згідно з переписом 2010 року, у переписній місцевості мешкали 504 особи в 225 домогосподарствах у складі 140 родин. Густота населення становила 116 осіб/км².  Було 876 помешкань (201/км²).
Расовий склад населення:
| - 98,2 % — білих - 0,2 % — чорних або афроамериканців |

До двох чи більше рас належало 1,6 %. Частка іспаномовних становила 2,8 % від усіх жителів.
За віковим діапазоном населення розподілялося таким чином: 15,9 % — особи молодші 18 років, 69,4 % — особи у віці 18—64 років, 14,7 % — особи у віці 65 років та старші. Медіана віку мешканця становила 46,8 року. На 100 осіб жіночої статі у переписній місцевості припадало 104,0 чоловіків;  на 100 жінок у віці від 18 років та старших — 107,8 чоловіків також старших 18 років.
Середній дохід на одне домашнє господарство  становив 74 325 доларів США (медіана — 77 583), а середній дохід на одну сім'ю — 79 806 доларів (медіана — 78 056). За межею бідності перебувало 2,0 % осіб, у тому числі 11,4 % дітей у віці до 18 років та 0,0 % осіб у віці 65 років та старших.
Цивільне працевлаштоване населення становило 272 особи. Основні галузі зайнятості: фінанси, страхування та нерухомість — 30,9 %, мистецтво, розваги та відпочинок — 29,0 %, роздрібна торгівля — 22,8 %.